# Sierra Leone People’s Party
Die Sierra Leone People’s Party (SLPP) ist eine sozialdemokratische Partei (Mitte-links) und neben dem All People’s Congress eine der beiden großen Parteien in Sierra Leone.

## Geschichte
1951 als Zusammenschluss der People’s Party (PP), Protectorate Education Progressive Union (PEPU) und Sierra Leone Organisation Society (SOS) gegründet, ist sie die älteste noch heute bestehende Partei des Landes. Bisher wurden zahlreiche Regierungen und Staatsoberhäupter gestellt. Ihre vorherrschende Stellung hat sie 1968 an den All People’s Congress verloren. 1978 mussten sich alle Parlamentsmitglieder dem APC anschließen, da dieser als einzige Partei in einem Ein-Parteien-System zugelassen wurde.
1996 gewann die SLPP mit ihrem Präsidentschaftskandidaten Ahmad Tejan Kabbah überraschend die Wahlen und konnte diesen Erfolg 2002 mit 69,9 % der Stimmen und 83 von 112 gewonnenen Sitzen noch ausbauen. Kabbah gewann 70,1 % der Stimmen und wurde im Amt bestätigt.
Im August 2007 musste die Partei eine unerwartet hohe Niederlage bei den Parlaments- und Präsidentschaftswahlen hinnehmen. Sie gewann nur noch 43 der 112 Sitze und Vizepräsident Solomon Berewa konnte nur 38,3 % der Stimmen als Präsidentschaftskandidat gewinnen. Er scheiterte in der Stichwahl zum Präsidenten mit 38,28 % der Stimmen.
Bei der Präsidentschaftswahl 2012 unterlag der Kandidat der SLPP, Julius Maada Bio, dem amtierenden Präsidenten Ernest Koroma mit 37,4 % zu 58,7 %.
Im Jahr 2018 konnte die SLPP mit ihrem Kandidaten Julius Maada Bio die Präsidentschaftswahl mit 51,8 % gewinnen. Bei der Parlamentswahl erreichte sie 48 Sitze und wurde damit nach der APC die zweitstärkste Kraft.
Am 31. Mai 2019 erklärte der Oberste Gerichtshof in Sierra Leone die Wahl von 10 Mitgliedern der APC für ungültig und warf diesen unter anderem Wahlmanipulation vor. Die entsprechenden Parlamentssitze wurden daraufhin, dem Gesetz nach, an die Zweitplatzierten vergeben. Neun dieser Sitze gingen an die SLPP, wodurch diese nun, mit 58 Sitzen, die stärkste Kraft im Parlament stellt.

## Wahlergebnisse
Regierungspartei bzw. Präsidentschaft in fett.

### Parlament
| Parlamentswahl | Stimmenanteile | Sitze  |
| -------------- | -------------- | ------ |
| 1951           |                | 2/7    |
| 1957           | 45,7 %         | 24/51  |
| 1962           | 34,7 %         | 28/74  |
| 1967           | 37,1 %         | 28/78  |
| 1973           | –              | –      |
| 1977           | 29,99 %        | 15/100 |
| 1982 1         | –              | –      |
| 1986 1         | –              | –      |
| 1996           | 33,09 %        | 27/80  |
| 2002           | 67,67 %        | 83/124 |
| 2007           | 39,54 %        | 43/124 |
| 2012           | 38,25 %        | 42/124 |
| 2018           | 38,39 %        | 59/146 |
| 2023           |                |        |

### Präsident
| Präsidentschaftswahl | Kandidat           | Stimmen   | Stimmenanteil | Stimmen (Stichwahl) | Stimmenanteil (Stichwahl) |
| -------------------- | ------------------ | --------- | ------------- | ------------------- | ------------------------- |
| 1985 1               | kein Kandidat      |           |               |                     |                           |
| 1996                 | Ahmad Tejan Kabbah |           | 35,80 %       |                     | 59,5 %                    |
| 2002                 | Ahmad Tejan Kabbah |           | 70,10 %       |                     |                           |
| 2007                 | Solomon Berewa     | 704.012   | 38,28 %       | 789.651             | 45,83 %                   |
| 2012                 | Julius Maada Bio   |           | 37,4 %        |                     |                           |
| 2018                 | Julius Maada Bio   | 1.097.482 | 43,3 %        | 1.319.406           | 51,81 %                   |
| 2023                 | Julius Maada Bio   | 1.566.932 | 56,2 %        |                     |                           |